# Ponciano Ponzano
Ponciano Ponzano y Gascón (Zaragoza, 19 de enero de 1813-Madrid, 15 de septiembre de 1877) fue un escultor neoclásico español. 

## Biografía

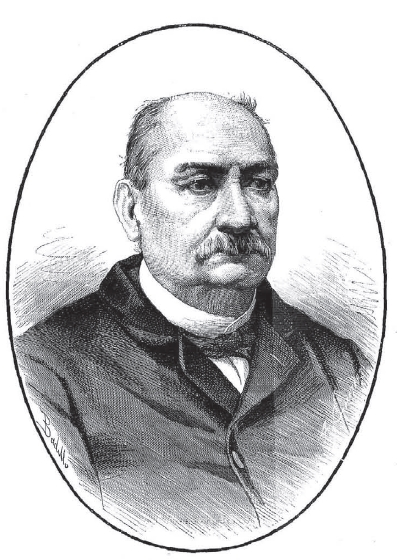
Grabado de Ponciano Ponzano en la revista La Ilustración Española y Americana del 30 de septiembre de 1877.

Era hijo de Pedro Ponzano y María Gascón.
El 11 de noviembre de 1818 su padre fue nombrado conserje de la Real Academia de Nobles y Bellas Artes de San Luis de Zaragoza, al igual que su abuelo, encargado de la custodia del museo de la institución, por lo que entró desde niño en contacto con las colecciones artísticas de la Academia y la Real Sociedad Económica Aragonesa de Amigos del País, en cuyo palacio de la plaza del Reino se había instalado la nueva Real Academia. Desde pequeño mostró una gran aptitud para el dibujo y la pintura.
En octubre de 1828, José Álvarez Bouquel y Ponciano Ponzano se trasladaron a Madrid donde Ponzano se alojó en la casa de Bouquel y asistió a clases en la Real Academia de Bellas Artes de San Fernando para completar su formación orientada hacia la escultura. Fue alumno de José Álvarez Cubero, del que aprendió la estética neoclásica. Fue tutelado por Álvarez Bouquel y fue discípulo de Salvatierra.
El 22 de agosto de 1830 falleció Bouquel y Ponciano Ponzano trabajó como cochero del escultor de Cámara Ramón Barba, que fallecería al poco tiempo.
El 15 de enero de 1831 se publicó la convocatoria de los premios de la Real Academia de Nobles Artes de San Fernando. Tras conseguir el segundo premio en el concurso de la Academia de 1832 con un relieve llamado Entrega del rey niño Alfonso XI a la reina y al infante don Pedro por el obispo don Sancho de Ávila, fue pensionado durante tres años para acudir a finalizar sus estudios en Roma, donde recibió lecciones de los escultores neoclásicos Thorvaldsen, del que ya en España escribiría una biografía, Tenerani y Antonio Solá. El 14 de septiembre de 1834 recibió dos premios de la Academia de Bellas Artes de San Lucas. Para cumplir sus obligaciones de pensionado envió una copia del discóbolo del Vaticano, en 1834 un relieve de Endimión, copia del que existía en el Capitolio, y un bajorrelieve en yeso representando la muerte de Diomedes, Rey de Tracia.
En Roma realizó obras de gran contenido dramático, con éxito internacional. La más destacada fue la realizada para su envío de pensionado, Ulises reconocido por Euricles. La obra recibió una crítica tan buena en la Real Academia de Bellas Artes de San Fernando, que a su regreso a España, en 1839, fue nombrado académico de mérito. Desde 1871 ejerció como profesor en la Academia.

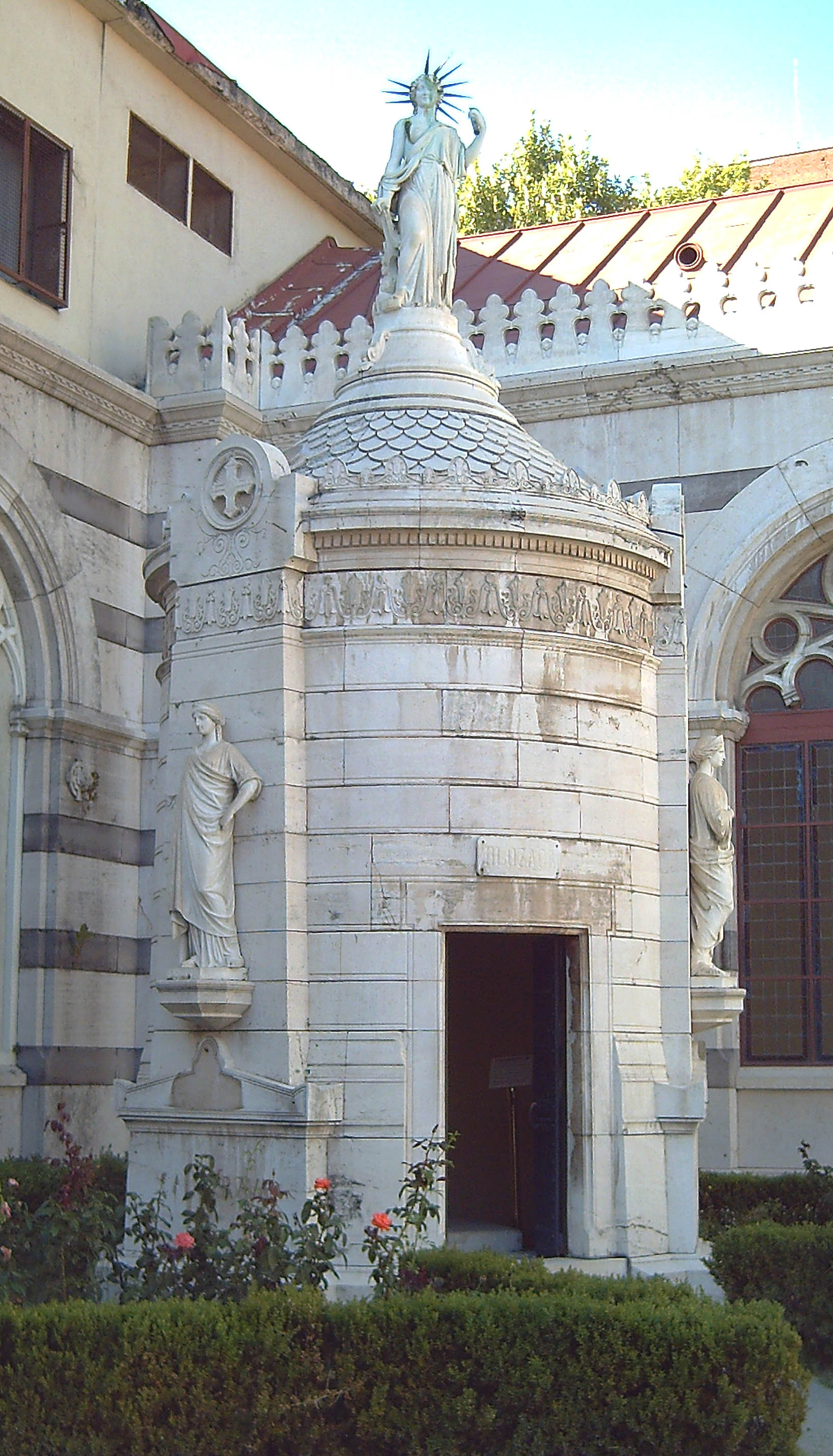
Mausoleo de seis políticos liberales españoles: Agustín Argüelles, José María Calatrava, Juan Álvarez Mendizábal, Diego Muñoz Torrero, Francisco Martínez de la Rosa y Salustiano Olózaga en el claustro del Panteón de Hombres Ilustres. La escultura sobre la cubierta, que representa a la Libertad, es de Ponciano Ponzano. El mausoleo fue trasladado al Panteón en 1912 procedente del cementerio de San Nicolás.

Aunque se estableció finalmente en Madrid Ponzano estuvo unido a su tierra natal y durante su vida hizo numerosos viajes a la misma.
El 26 de abril de 1845 fue nombrado escultor de cámara honorario en la Corte de Isabel II. Llevó a cabo una gran cantidad de obras: bustos, relieves, estatuas y monumentos funerarios, siguiendo el estilo neoclásico. Así, realizó para el conde de Toreno una composición titulada El Diluvio universal en la que representa a un hombre desnudo que lleva a hombros a su madre para protegerla de la crecida de las aguas. También realizó la estatua de bronce de Isabel II de la ciudad de Manila en Filipinas, en aquella época colonia española.
En julio de 1845 regresó a Roma y realizó varios bustos de personas reales: Isabel II (1846), Francisco de Asís (1847) y la infanta Luisa Fernanda de Borbón (1848). También ejecutó en Roma el busto en mármol de Juan Francisco Pacheco y Gutiérrez Calderón que está en la escalera de la Real Academia de Jurisprudencia y Legislación de Madrid.
Su obra más importante es el frontón del palacio de las Cortes realizado en 1848, en la puerta del actual Congreso de los Diputados, que constituye el mayor conjunto escultórico del siglo XIX en España y representa alegóricamente los poderes de la Cámara. También, tras ganar el concurso que se convocó para tal efecto, realizó los dos leones de bronce situados en la escalinata de acceso al edificio. Realizó en bronce los dos leones que decoran la fachada del Congreso de los Diputados madrileño con el metal procedente de los cañones tomados en la guerra de África del año 1860.
También realizó algunas de las esculturas del Panteón de Infantes en El Escorial, obra encargada en 1862 por la reina Isabel II y que no llegó a terminar. Sobresale entre ellas el sepulcro de Don Juan de Austria, diseñado por él y ejecutado por Giuseppe Galeotti. Otras de sus obras son el tímpano de la portada de la iglesia de San Jerónimo el Real de Madrid, o la decoración del Paraninfo de la Universidad Central.
En su faceta retratística, realizó numerosos bustos, consiguiendo una aproximación más realista a aquellos personajes de menor significación pública, como por ejemplo con los bustos del doctor Lera o de José Madrazo.
Otras obras suyas son la estatua representando a la Libertad, actualmente en el Panteón de Hombres Ilustres de Madrid o, ya en su ciudad natal, el busto de Juan Bruil en el cementerio de Torrero de Zaragoza y el panteón del general Manuel de Ena en la capilla de Santa Ana de la basílica del Pilar de Zaragoza.
En 1853 el gobierno español encargó una estatua a Ponzano para el Panteón de Hombres Ilustres en conmemoración de tres ilustres políticos liberales: Agustín Argüelles, José Calatrava y Juan Álvarez Mendizábal. El escultor colocó una gran estatua representando a la Libertad en lo alto del mausoleo que quedó a modo de pedestal. Hoy en día se puede ver en el Panteón de Hombres Ilustres de Madrid.
La estatua de la libertad de Ponzano de alrededor de dos metros de altura, está hecha de un bloque de mármol de Carrara desbastado por el genovés Tito Nicoli y en palabras del artista es: valiente, joven, ligeramente vestida, cubierta su cabeza con un gorro frigio y rayos de luz que refulgen de su pelo, en la pierna izquierda descansa el peso del cuerpo y en la mano izquierda lleva un cetro. En la mano derecha muestra un símbolo de un yugo roto que además pisa con su pie derecho. Como un simbolismo del cual no se ha conservado su significado, además en el pie derecho de la estatua de la libertad, Ponciano colocó un gato.
Gustavo Adolfo Becquer le mencionó en un artículo sobre Miguel de Cervantes que publicó acompañado de un dibujo de Valeriano Bécquer. 

...considerar el templo todo como tumba apenas bastante a contener tan inmensa gloria, y colocar en sus muros un epitafio. Esto es lo que ha hecho la Academia de la Lengua, mereciendo bien de cuantos se complacen en ver honrados, aunque tarde, la virtud y el talento. Encargado el distinguido escultor don Ponciano Ponzano de ejecutar esta obra, pobre tributo que una corporación literaria, la cual cuenta con limitados medios, rinde al autor de El Ingenioso Hidalgo, ha sabido reunir la sencillez a la nobleza de las formas y proposiciones, dándole con gran arte, a una modesta lápida la importancia que requiere cuando ésta se dedica a conmemorar tan famoso nombre. Este monumento se inauguró asistiendo al acto la Academia de la Lengua en corporación y gran número de literatos y personas distinguidas entusiastas admiradores de Miguel de Cervantes Saavedra. Nosotros, que de todas veras nos asociamos al pensamiento de la Academia, rendimos en estas líneas un tributo de admiración al gran novelista, y damos nuestros plácemes a la corporación literaria.

Aunque de carácter afable y abierto, resultó controvertido en su tiempo. El escultor tuvo una marcada personalidad a lo largo de toda su vida y un gusto por el sarcasmo, lo cual le granjeó numerosas dificultades. Destacó en Ponzano su depurado oficio, su excelente formación y su equilibrada corrección. Propenso al humor y franco, en algunas de sus obras hace alegorías que pasaron desapercibidas y que causan hoy en día extrañeza, como el gato de su Estatua de la Libertad. Su portada, realizada en estilo neogótico, para la restaurada Iglesia de San Jerónimo el Real de Madrid, fue tildada por muchos de ridícula. El busto de su amigo Francisco Martínez de la Rosa, conde de Toreno de 1862 en mármol de Carrara, lo representó a la romana con una túnica, al igual que los otros tres bustos que como éste fueron encargados para el Salón de Sesiones. La estatua de 1881 de Victoriano Sánchez Barcáiztegui en bronce, en La Alameda, Ferrol (La Coruña), está mirando al cielo como si estuviera esperando lluvia.
Su obra estuvo muy expuesta a los cambios políticos entre conservadores y liberales y fue masón para unos y conservador para otros, recibiendo críticas de ambos, a pesar de lo cual, dejó una imagen de persona cabal y de excelente carácter. Aunque trabajó sin cesar, y generó algunas envidias, era un hombre cordial que tuvo muchos y grandes amigos y tiempo para escucharlos y atenderlos. Hizo amistad entre otros con sus paisanos Francisco Javier de Quinto y Cortés amigo desde la adolescencia a quien en su autobiografía agradece su carrera y Juan Bruil. Fueron también muy importantes José Álvarez Bouquel y José Álvarez Cubero padre del anterior, su profesor de anatomía Albites, Federico de Madrazo, José de Madrazo, el conde de Toreno (Martínez de la Rosa), el escultor danés Thorwaldsen del que llegó a escribir una biografía en castellano y el italiano Tenerani. Antonio Solá, Francisco Pradilla y Ortiz, Agustín Querol y Sabino de Medina llegaron a prestarle dinero durante su juventud. Pero la lista de sus amigos es interminable: Anselmo Gascón de Gotor, Manuel Vilar, José Vilar i Roca, hermano del anterior, Claudio Lorenzale...
Es considerado el escultor aragonés del siglo XIX más prestigioso y reconocido fuera de su tierra, con una envidiable situación social de influyentes amistades en la Corte. El 12 de mayo de 1841 se casó con la toledana Juana Mur, hermana de la esposa de Juan Bruil. Federico Madrazo realizó un retrato de la joven esposa de Ponzano que se encuentra en el Museo del Prado entre otros retratos del matrimonio. A su vez Ponzano realizó retratos para Madrazo y su familia. Su amistad con Miguel Agustín Príncipe y sobre todo con Francisco Javier de Quinto y Cortés, conde de Quinto y jefe de la casa real, le ayudaron a ser el escultor oficial del congreso.
Según el investigador Wifredo Rincón García, se trata de un autor olvidado en la actualidad. Su fama decayó por ser fiel al estilo neoclásico en una época en la que ya se consideraba superado.

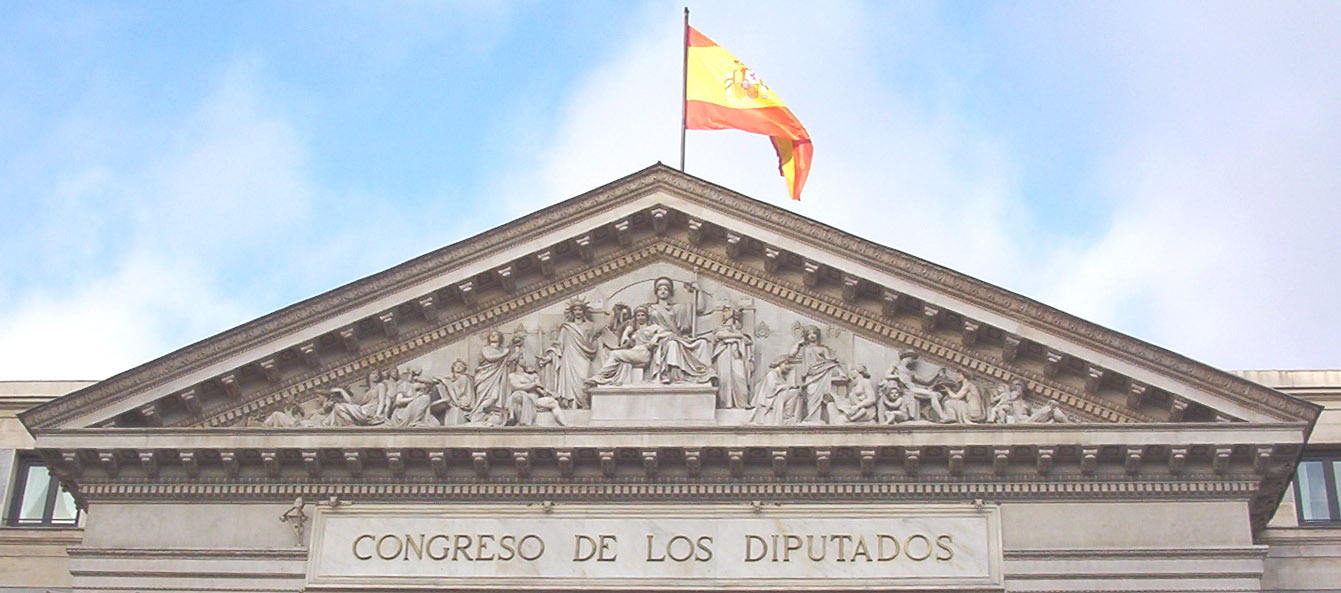
Frontón del Congreso de los Diputados en Madrid. En él aparece «España abrazando la Constitución del Estado y rodeada de la Fortaleza, la Justicia, las Bellas Artes, el Comercio, la Agricultura, los Ríos y Canales de Navegación, el Valor Español, las Ciencias que contribuyen al desarrollo de la Industria y la Navegación, la Abundancia y la Paz.»

A pesar de los honores y encargos que recibió de la administración, su paga fue siempre escasa debido a la estrechez de los presupuestos, y su pobreza fue proverbial. Cuando Ponzano murió, la Real Academia de San Fernando tuvo que hacer una contribución financiera, disfrazándola como una compra de dibujos, para que se le pudiese enterrar.

## Reconocimientos
Tiene una calle dedicada en Zaragoza. Es paralela al paseo de la Independencia y está detrás de la Capitanía General.
En Madrid, se encuentra la Calle Ponzano, en el céntrico barrio de Chamberí.

## Galería

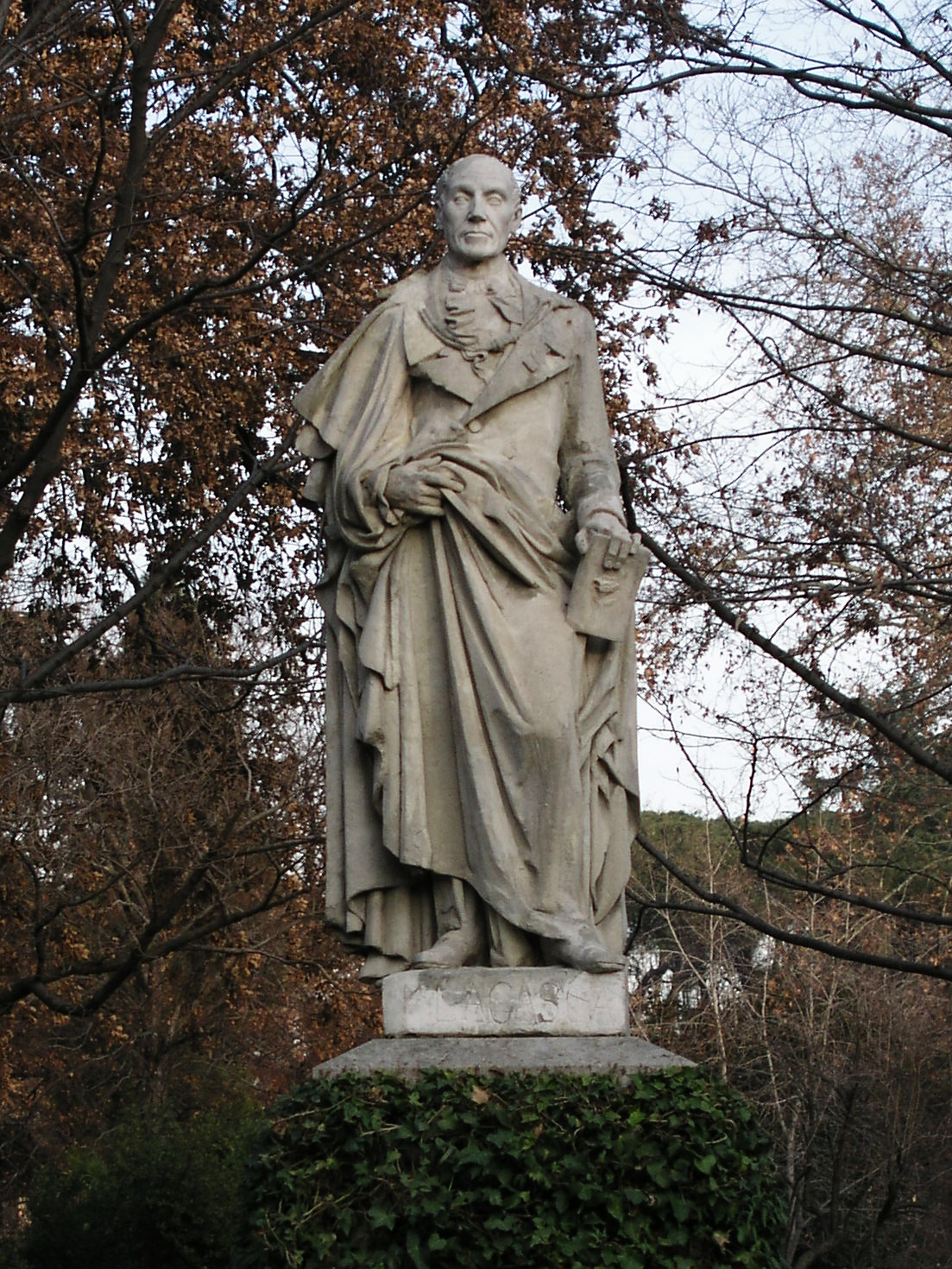
Estatua a Mariano Lagasca en el Real Jardín Botánico de Madrid.
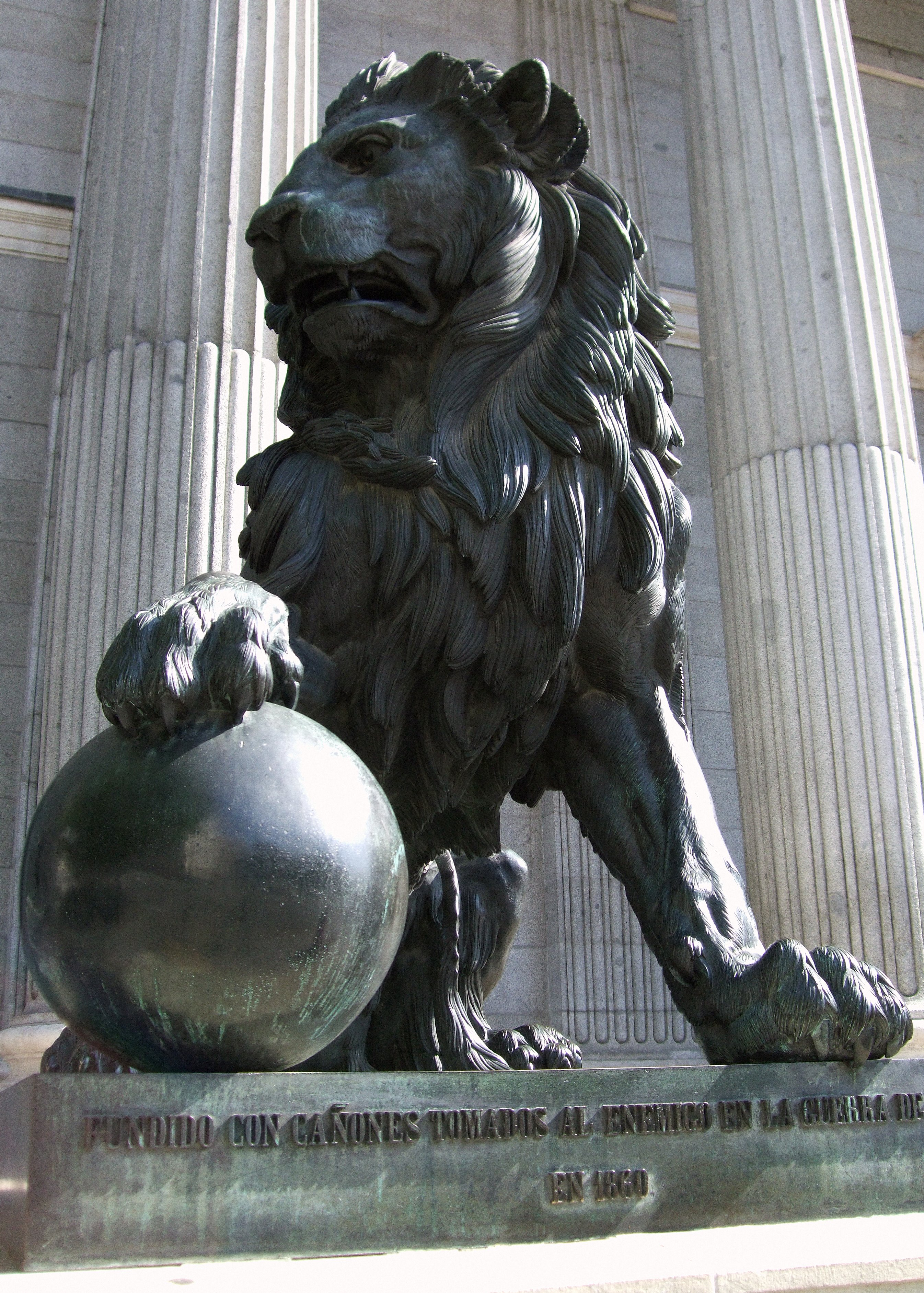
Escultura de un león en el Congreso de los Diputados (Madrid).
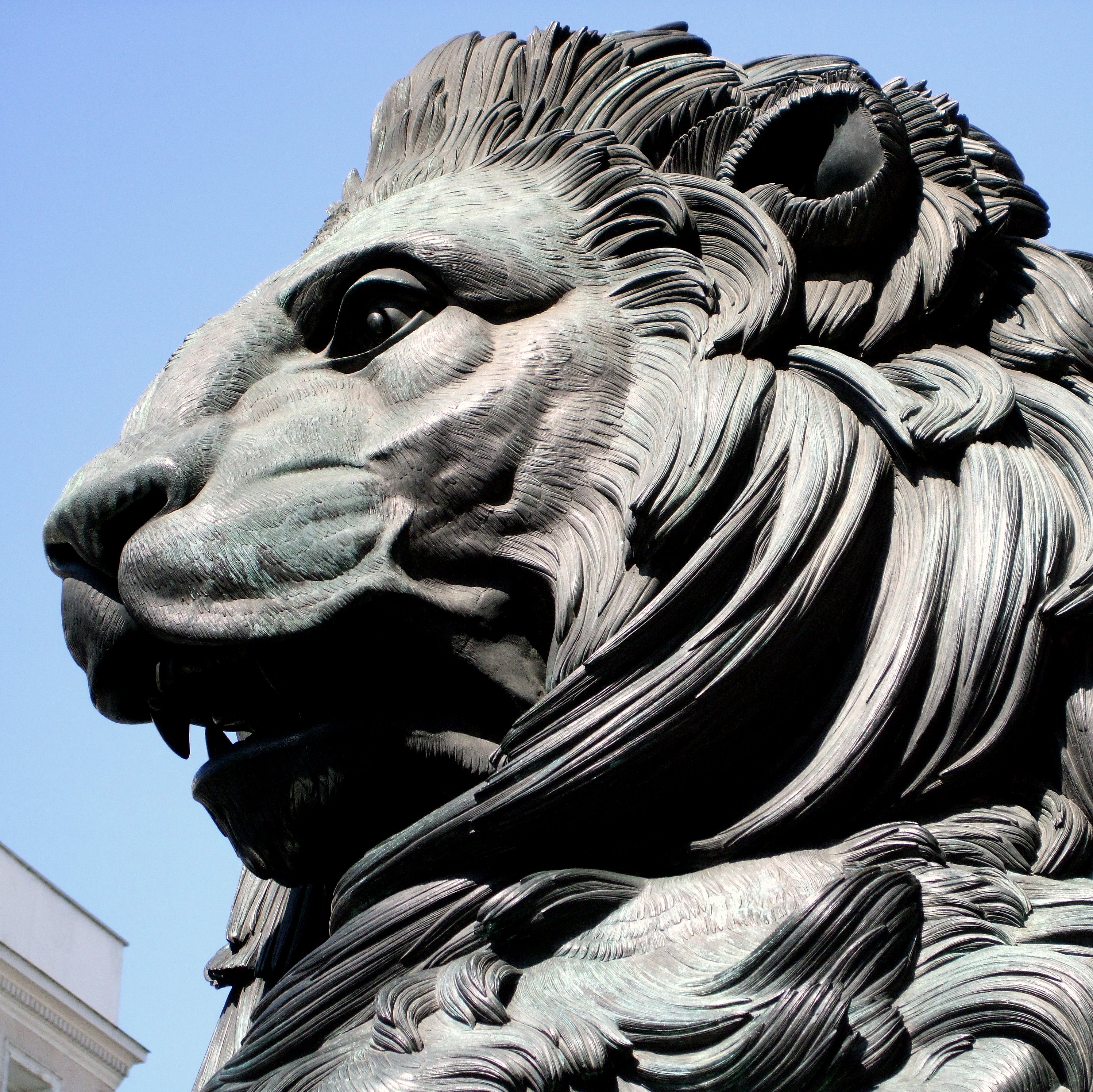
Escultura de un león en el Congreso de los Diputados (Madrid), detalle.
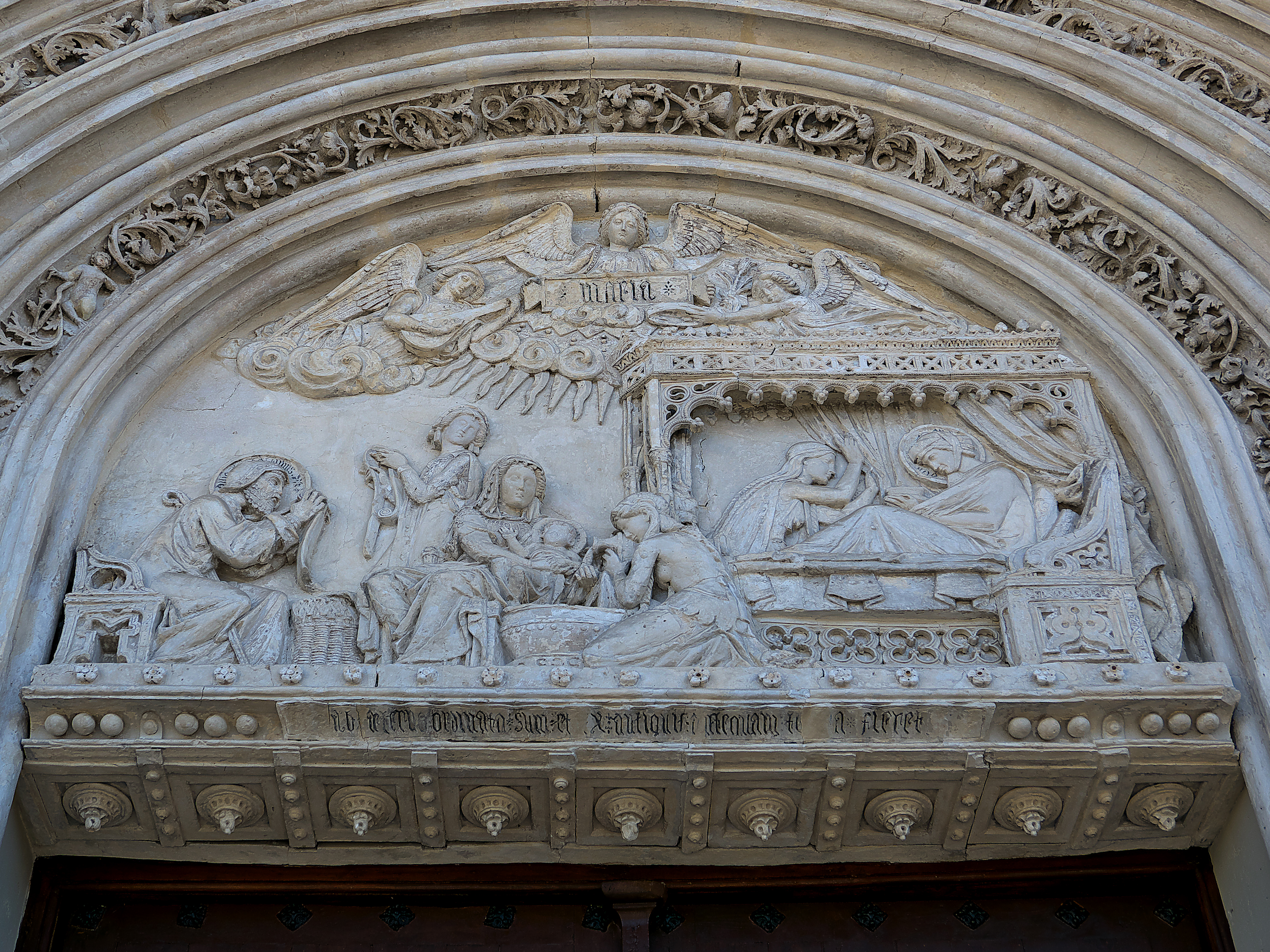
San Jerónimo el Real, portada
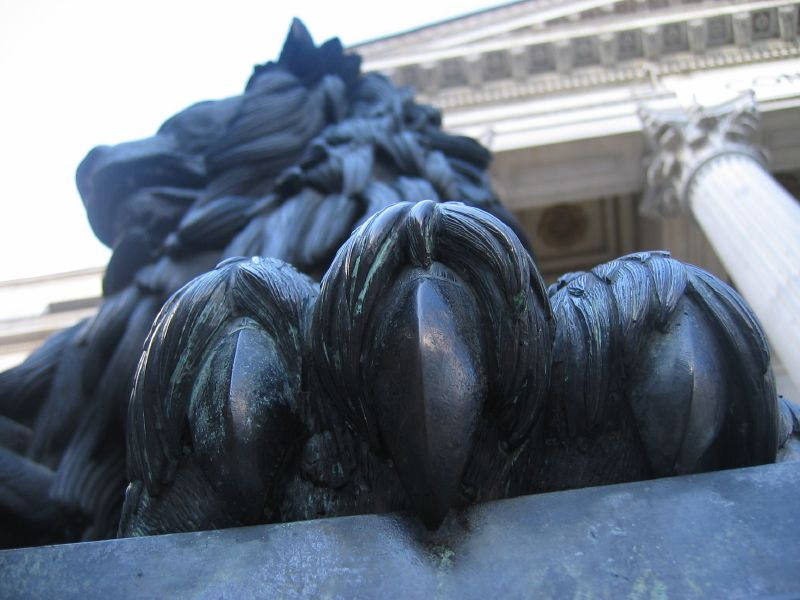
Escultura de un león en el Congreso de los Diputados (Madrid), detalle.
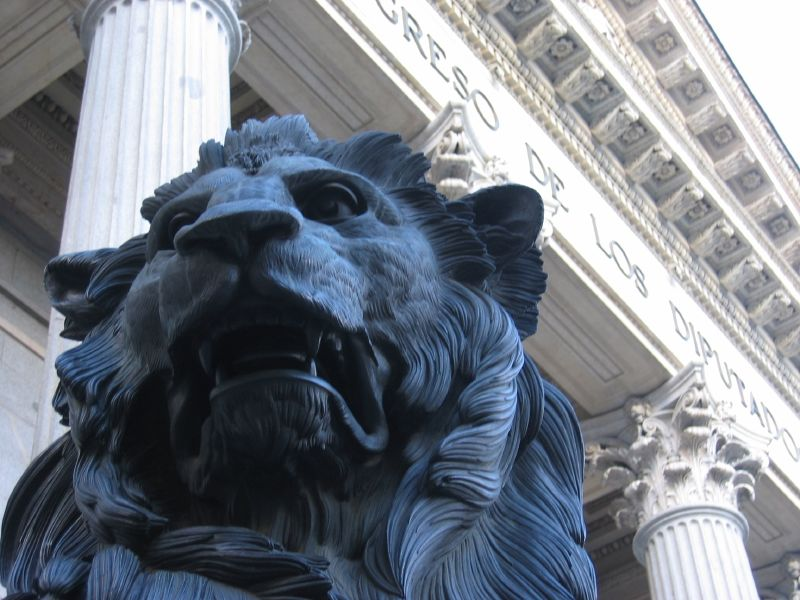
Escultura de un león en el Congreso de los Diputados (Madrid), detalle.